# Daniel Tudorache
Daniel Tudorache (n. 27 februarie 1964, București, România) este un politician român, fost primar al sectorului 1 din București, deputat în Parlamentul României în legislatura 2020-2024 din partea PSD București.
La alegerile locale din 5 iunie 2016 a fost ales primar al sectorului 1 din București, cu 23.220 de voturi., în fața lui Clotilde Armand (USR), care a obținut 21.504 voturi. 
Tudorache a pierdut alegerile locale din 27 septembrie 2020 pentru primăria sectorului 1 în fața actualului primar Clotilde Armand.

## Controverse
Rezultatul alegerilor din 2016 a fost contestat de Clotilde Armand, care fusese dată câștigătoare de exit-polluri , însă clasamentul s-a inversat în timpul nopții . În cartea "Spovedania lui Rizea" publicată în 2020, fostul deputat PSD Cristian Rizea, condamnat pentru trafic de influență și spălare de bani, afirma ca Clotilde Armand câștigase de fapt alegerile dar votul a fost fraudat: "Poate unii își mai amintesc că la sectorul 1 rezultatul s-a decis în dimineața zilei următoare la o diferență foarte foarte mica iar „connaisseurii” știu ce spun....Acolo de fapt câștigase Clotilde Armand de la USR ... ”, scrie Rizea în cartea sa .
Tudorache nu a recunoscut rezultatul alegerilor din 2020, afirmând că de fapt el a câștigat cu un avans de 200 voturi. . În sesizarea în care social-democrații reclamă fraudarea alegerilor în defavoarea candidatului lor, scrie însă că, din numărătoarea paralelă a partidului, Clotilde Armand are mai multe voturi (36577) decât Dan Tudorache (35455). După centralizarea finală a BEC, Clotilde Armand a câștigat cu 36.454 voturi, față de 35.447 pentru Daniel Tudorache. .
Diamantele confiscate de la fostul primar Daniel Tudorache au fost expertizate la aproape 2 milioane de euro. Înainte de alegerile parlamentare din decembrie 2020, presedintele PSD, Marcel Ciolacu, a declarat că, in urma începerii urmăririi penale, Daniel Tudorache își va pierde automat mandatul de parlamentar. Daniel Tudorache a fost totuși validat ca deputat din partea PSD..
Pe 2 martie 2022 Daniel Tudorache a fost trimis în judecată de DNA pentru săvârșirea infracțiunilor de spălare de bani și complicitate la trafic de influență..
Potrivit rechizitoriului, Adina Tudorache, fosta soție și actuala parteneră a ex-edilului Dan Tudorache, a susținut că avea bani și diamante de la o prietenă foarte bună a mamei sale, „o cântăreață rusoaică, care a plecat în Rusia înainte de 1989” și de la tatăl ei, „care era prieten cu foarte mulți pictori care i-au dăruit tablouri, pe care le-a vândut”. Pe 21 ianuarie 2025 Înalta Curte de Casație și Justiție l-a condamnat definitiv pe Daniel Tudorache la 3 ani de închisoare cu suspendare pe Daniel Tudorache în acest dosar.
Fostul primar PSD al Sectorului 1 din Capitală, Daniel Tudorache, a mai fost pus sub urmărire penală de procurorii DNA într-un alt dosar  în care este acuzat de abuz în serviciu în legătură cu derularea unui contract de salubrizare. În noul dosar, Daniel Tudorache ar fi acceptat să plătească ilegal facturi nejustificat de mari către Romprest, în ciuda unei decizii executorii a Curții de Conturi care ceruse recuperarea sumelor achitate în plus anterior. Alături de Tudorache mai sunt urmăriți penal patru foști directori din Primăria Sector 1, dar și trei directori de la Romprest (Adimi, Velicu și Necula). Procurorii susțin că prejudiciul creat Sectorului 1 din București este de 944 milioane de lei
.